# 和田由貴夫
和田 由貴夫（わだ ゆきお、1953年 - ）は、日本の編集者、著述家、出版社経営者。ぽると出版創業者・代表、雑誌『バスラマ・インターナショナル』編集長。

## 概要
1953年（昭和28年）東京都生まれ、東京都立航空工業高等専門学校機械工学科卒業。
中学校時代の五十嵐平達との出会いをきっかけにバス趣味にのめりこみ、1976年（昭和51年）からバス研究家としてライター活動を開始。
1980年（昭和55年）より、九段書房が刊行する『モータービークル』誌の編集者を務める。
1990年（平成2年）5月に独立し、株式会社ぽると出版を設立。同社代表、『バスラマ・インターナショナル』編集長。
大型自動車免許を保有する。画家・和田三造の孫。